# 菊川市立菊川西中学校
菊川市立菊川西中学校（きくがわしりつきくがわにしちゅうがっこう）は、静岡県菊川市にある公立中学校。
所在地は静岡県菊川市加茂38。校章は赤菊をモチーフにしている。
通称は「西中（にしちゅう）」、「菊西（きくにし）」。

## 概要
（2016年5月1日現在）
- 生徒数：513人
- 学級数：18

### 校舎概要
- 北校舎（普通教室棟）：鉄筋コンクリート造3階建
- 南校舎（管理・特別教室棟）：鉄筋コンクリート造3階建
- 西校舎（図書室・特別教室）：鉄筋コンクリート造2階建・屋上連絡通路
- 東校舎（生徒昇降口）：鉄筋コンクリート造2階建・屋上連絡通路

校舎は北校舎と南校舎に分かれており、これを結ぶ西校舎と東校舎を加えると四角形の校舎配置となっている。北校舎・南校舎とも、教室の上は南面勾配の大屋根、廊下上は北面勾配の小屋根という特徴的な屋根形状となっており、3階の教室は傾斜天井となっている。
中庭は巨大な砂場になっており、月に一度生徒会（代表委員会）が主導してその月の行事などの季節の言葉の造形をつくる。※現在ではそのような取り組みはされていない。しかし、2024年度から再開された。
2018年度後期生徒会本部の提案により学校のマスコットキャラクター「きにっちゅう」が誕生した。
2020年度のコロナ休校期間中に、MIB2.0という教師が制作した自粛に退屈した生徒に向けの動画が配信された。

## 歴史
- 1947年（昭和22年）4月1日 - 学制改革により、堀之内町立堀之内中学校、六郷村立六郷中学校、加茂村立加茂中学校、内田村立内田中学校、横地村立横地中学校を設立。
- 1950年（昭和25年） - 堀之内中学校と六郷中学校を統合し、堀之内町外四ヶ村組合立菊水北中学校を設立。加茂中学校、内田中学校、横地中学校を統合し、堀之内町外四ヶ村組合立菊水南中学校を設立。旧5中学校校舎にて分散授業。
- 1951年（昭和26年） - 加茂村宮の西（現・クミアイ化学工業生物科学研究所）に菊水南中学校校舎落成。統合授業開始。
- 1952年（昭和27年） - 菊水中学校組合立菊水北中学校、菊水中学校組合立菊水南中学校に改称。
- 1954年（昭和29年）1月1日 - 町村合併により、菊川町立菊川北中学校、菊川町立菊川南中学校に改称。現中学校運動場の位置に菊川北中学校校舎落成。統合授業開始。
- 1958年（昭和33年）12月3日 - 菊川南中学校が、夕刻発生した火災により全焼。
- 1960年（昭和35年）1月10日 - 菊川北中学校の西隣に菊川南中学校を再建。隣り合う敷地に両中学校がそれぞれ独立した施設を構えることとなった。
- 1961年（昭和36年）4月1日 - 菊川北中学校と菊川南中学校を統合し、菊川町立菊川中学校を設立。
- 1978年（昭和53年）4月1日 - 菊川町立菊川東中学校の移転新築により校区を一部変更。
- 1982年（昭和57年）9月1日 - 新校舎落成。
- 1985年（昭和60年）4月1日 - 菊川町立菊川西中学校に改称する。同時に学区を再編。
- 2005年（平成17年）1月17日 - 菊川市発足に伴い、菊川市立菊川西中学校となる。

## 校歌
- 菊川市立菊川西中学校校歌
  - 制定年：1961年（昭和36年）
  - 作詞：小林純一
  - 作曲：市川都志春
  - 1985年、校名の変更にあわせ歌詞中「菊川中学」の部分が「菊川西中」に変更された。

## 学校行事
- 黄菊祭
  - 体育部門（6月）
  - 生徒会選挙（7月）
  - 文化部門（10月）
  - 中庭コンサート（不定期）

## 旧校舎と現校舎の位置関係
現在の西中学校の敷地には、菊川北中学校と菊川南中学校が立地していた。現在の運動場の西半分に北中学校があり、東半分は北中学校の運動場であった。現在体育館がある位置に南中学校の校舎、現在校舎が建っている位置は南中学校の運動場であったが、南中学校は火災による校舎全焼によって1960年（昭和35年）に移転再建されたものであり、もともとは現在のクミアイ化学工業の位置にあったものである。
両中学校の統合後は、東校舎、西校舎、東運動場、西運動場などとして使用された。
1982年（昭和57年）に落成した現校舎は西運動場を利用して建設され、その後東校舎の解体、西校舎の解体、西校舎跡地への新体育館の建設、旧体育館の解体が行われた。現在は旧北中学校の敷地全体が運動場となっており、広めの敷地を確保している。
運動場側に旧北中学校の正門であった門柱があるが、フェンスで塞がれているため出入りすることはできない。

## 学区
以下の小学校の学区である。
- 加茂小学校
- 堀之内小学校（柳町を除く）
- 六郷小学校（五丁目上、五丁目下、打上 のみ）
- 内田小学校
- 横地小学校

## 著名な出身者
- 小山ゆう（漫画家）
- 榛葉賀津也（参議院議員）
- 山﨑貴弘（元プロ野球選手、ヤクルトスワローズ - 千葉ロッテマリーンズ）